# 安禅寺 (長岡市)
安禅寺（あんぜんじ）は新潟県長岡市西蔵王3丁目にある天台宗の寺院。等級は七等。かつては蔵王権現を祀る蔵王堂（現在の金峯神社）の別当寺であった。明治時代に廃仏毀釈により一時廃絶したが、後に復興した。参道には「頼朝の塔」と呼ばれる回国六十六部の納経塔がある。

## 歴史
和銅元年（708年）に僧道昭により古志郡楡原に開基されたとされる。ちなみにこの翌年に同じく古志郡楡原に蔵王堂が創設されている。蔵王村（現在の蔵王町。旧保倉村）に移転した年月不詳。天文12年（1543年）に当寺の法燈を分採して安善寺が創立される。なお、安善寺の宗旨は曹洞宗。
慶長19年（1614年）、天海により天台宗に改宗。宝永元年5月（1704年）に中興の義道僧正が示寂すると輪王寺宮御兼帯所となる。正徳 年中に信濃川洪水により廃城となった蔵王堂城跡地に移転し、蔵王堂の別当寺として蔵王堂に奉仕する。
安政2年（1856年）に三芳野千春住職が晋山するが、明治4年、蔵王堂は神祇として金峯神社と改称され安禅寺は廃寺となる。明治18年（1885年）に千春住職により復興。その後、後継者が途絶えたため、現在は長野市の常智院（善光寺の宿坊の一つ）が管理。境内の保存維持は地元有志が組織する「蔵王堂城史跡をまもる会」によって行なわれている。